# Австралійська болотяна жаба
Австралійська болотяна жаба (Limnodynastes) — рід земноводних родини Limnodynastidae ряду безхвості. має 11 видів.

## Опис
Загальна довжина представників цього роду коливається від 4,5 до 9 см. Голова середнього розміру. Морда дещо витягнута. Очі з округлими зіницями. тулуб масивний та кремезний. барабанна перетинка схована. Лапи позбавлені плавальних перетинок та шлюбних мозолів. Задні кінцівки більші за передні, а їх пальці доволі довгі. Забарвлення переважно світлих кольорів, у низки видів із смужками, цяточками або крапочками.

## Спосіб життя
зустрічаються у різних ландшафтах, полюбляють поблизу стоячих водойм. активні у присмерку. Живляться різними безхребетними.
Самиці відкладають яйця у стоячі водойми, часто у калюжі.

## Розповсюдження
Мешкають в Австралії, на острвоах Тасманія й Нова Гвінея.

## Види
- Limnodynastes convexiusculus
- Limnodynastes depressus
- Limnodynastes dorsalis
- Limnodynastes dumerilii
- Limnodynastes fletcheri
- Limnodynastes interioris
- Limnodynastes lignarius
- Limnodynastes peronii
- Limnodynastes salmini
- Limnodynastes tasmaniensis
- Limnodynastes terraereginae